# 야와타촌 (후쿠시마현 가와누마군)
야와타촌(八幡村)은 후쿠시마현 가와누마군에 있던 촌이다. 1955년 4월 1일 야와타촌 등 6개 정·촌이 합병하여 아이즈반게정이 신설되고 폐지되었다. 아이즈반게정 남부, 다다미선 연선에 해당한다.

## 역사
- 1923년 4월 1일 - 도데라촌, 게타노미야촌, 사카모토촌, 니다테촌, 후나스기촌 등 5개 촌이 합병하여 야와타촌이 신설되고 폐지되었다.
- 1955년 4월 1일 - 야와타촌 및 반게정, 와카미야촌, 가나가미촌, 히로세촌, 가와니시촌 등 6개 정·촌이 합병하여 아이즈반게정이 신설되고 폐지되었다.

## 교통

### 철도
- 일본국유철도 다다미선

### 도로
- 에치고 가도[※국도 49호선 (일부는 후쿠시마현도 43호)]
- 누마타 가도(※국도 252호선)

야와촌의 촌역에 해당하는 지역에 반에쓰 자동차도가 통과하지만 당시엔 미개통이였다.

## 참고 문헌
- 角川日本地名大辞典 7 福島県